# Adelia obovata
Adelia obovata là một loài thực vật có hoa trong họ Đại kích. Loài này được Wiggins & Rollins mô tả khoa học đầu tiên năm 1943.